# Boliviana de Aviación
Pour les articles homonymes, voir BOA.
Déjate llevar
La Boliviana de Aviación (BoA) est une compagnie aérienne publique bolivienne. Cette compagnie est créée en 2007 par le président Evo Morales en remplacement des compagnies Lloyd Aéreo Boliviano et Aerosur.
Lors de sa création, Boliviana de Aviación opérait plusieurs lignes intérieures reliant ainsi diverses destinations de la Bolivie. Au fil des années, l'offre de service de la compagnie s'est accrue et la compagnie opère maintenant des lignes internationales à destination de Buenos Aires, Madrid, Miami et São Paulo.

## Histoire
Boliviana de Aviación est créée par le décret suprême No 29318 du 24 octobre 2007 comme entreprise nationale publique stratégique sous la juridiction du Ministère des Travaux publics, des Services et du Logement (Ministerio de Obras Públicas, Servicios y Vivienda). Ses statuts sont approuvés par le décret suprême No 29482 du 19 mars 2008.
Les motifs qui sous-tendent la création de l'entreprise comprennent notamment la reprise d'un rôle de premier plan pour l'État dans le secteur aéronautique, le renforcement des mécanismes d'assurance qualité dans la prestation du service et la démocratisation du transport aérien en Bolivie par un meilleur accès pour la population.
Les dirigeants de la compagnie aérienne sont nommés par le président de la Bolivie. Le dirigeant depuis mars 2020 est Eduardo Scott Moreno, il s'agit du troisième dirigeant de la compagnie depuis sa création.
Trois personnes au total ont dirigé l'entreprise publique :
- Ronald Casso Casso (9 janvier 2008 - 19 novembre 2019)
- Juan Carlos Ossio (19 novembre 2019 - 13 mars 2020)
- Eduardo Scott Moreno (depuis le 13 mars 2020)

Depuis novembre 2014, Boliviana de Aviación est membre de l'Association internationale du transport aérien,.

## Destinations
Annexe:Destinations de Boliviana de Aviacion
La compagnie dessert l'Amérique du Sud, l'Amérique du Nord et l'Europe.
Boliviana de Aviacion partage ses codes avec Iberia.

## Flotte

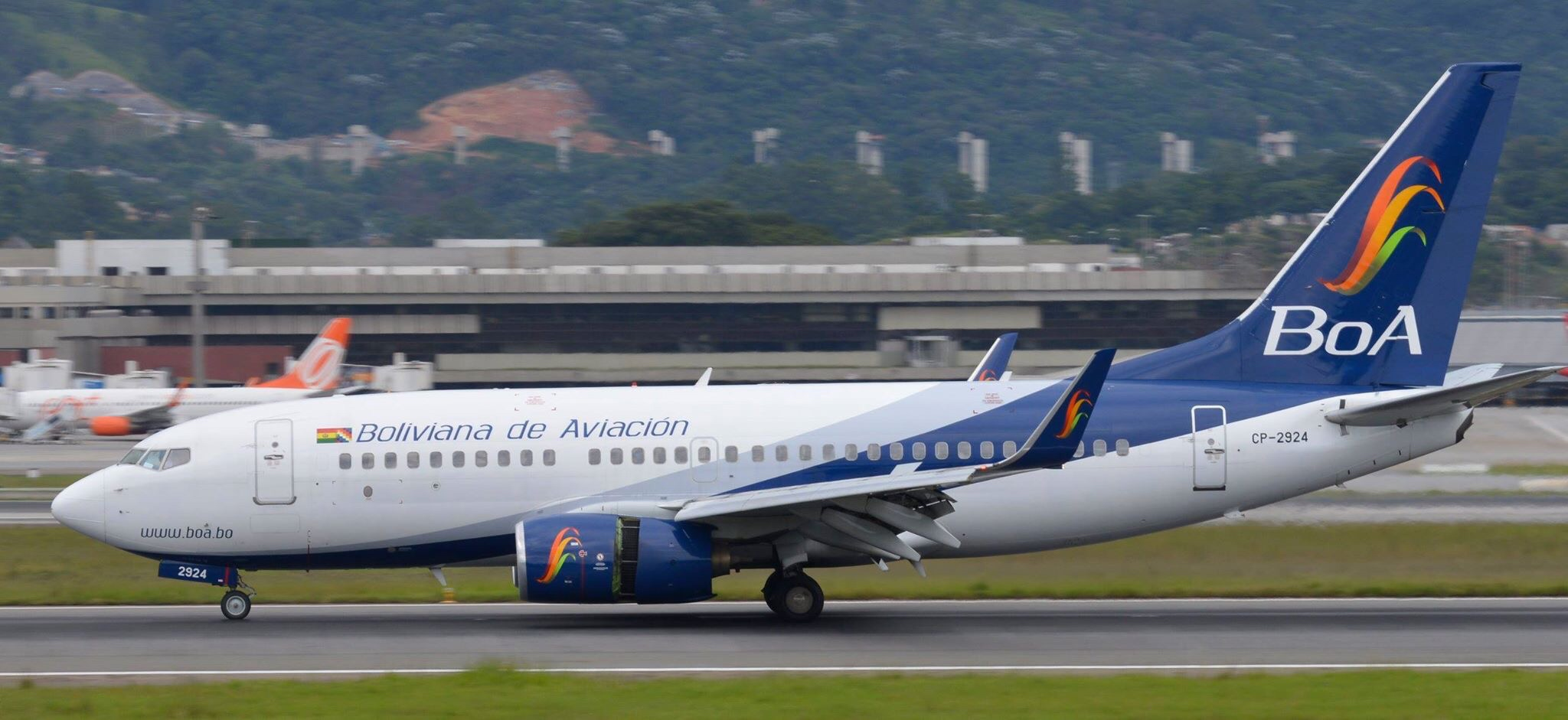
Un Boeing 737-700 à l'Aéroport international de São Paulo/Guarulhos.

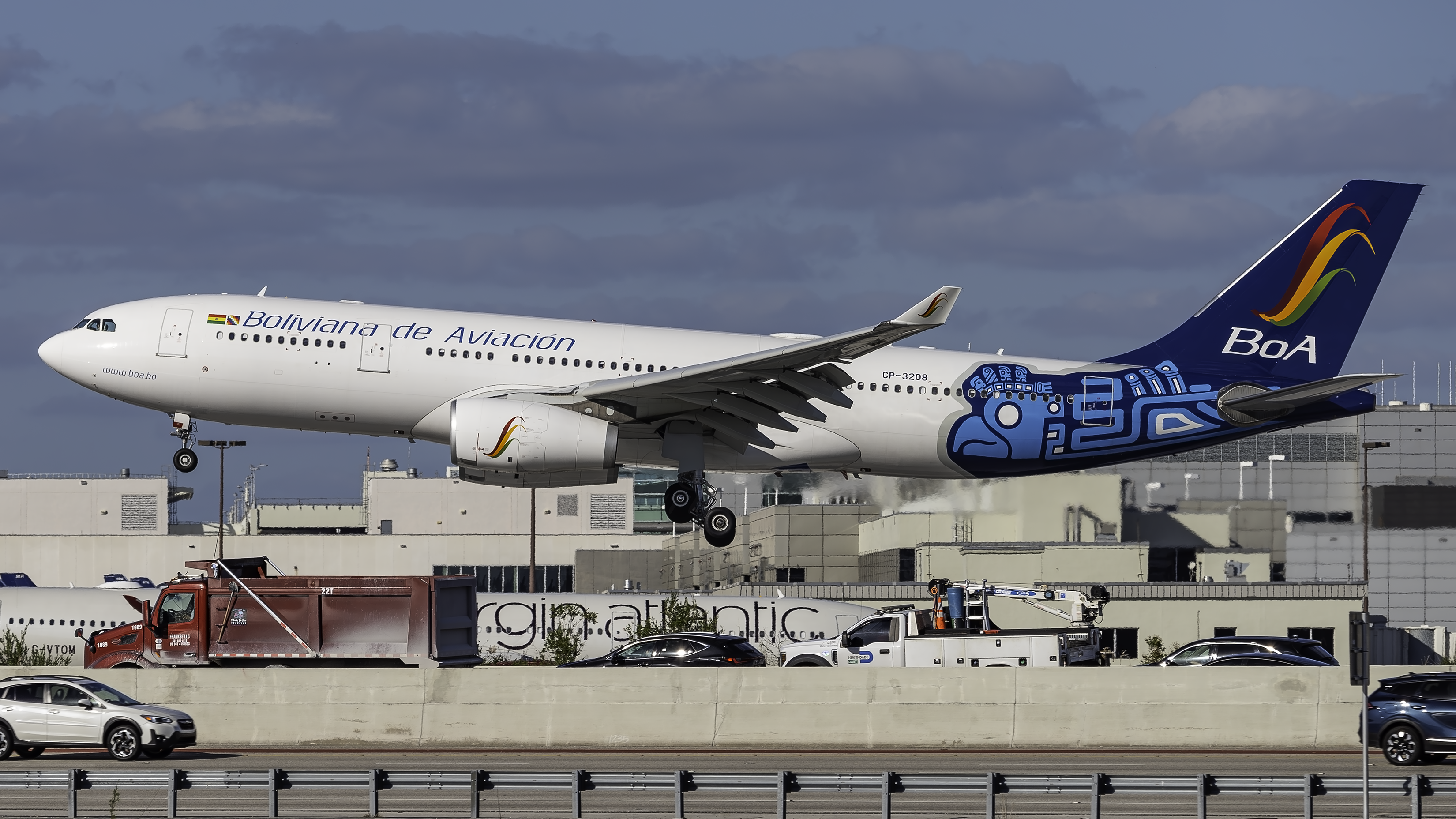
Un Airbus A330-200 atterrissant à Miami International Airport.

En août 2024, BoA possède les appareils suivants :

## Accidents et incidents
Aucun accident survenue